# Adam Nidzgorski
Adam Nidzgorski (ur. 27 lutego 1933 w Cormeilles-en-Parisis, zm. 16 lutego 2025 w Marsylii) – polski malarz, jogin, propagator sportu i wykładowca. Od 1971 r., oprócz polskiego, posiadał również obywatelstwo francuskie.
Jego prace znajdują się w największych światowych kolekcjach związanych ze sztuką Art brut oraz w wielu muzeach w Polsce i na świecie; w tym jako wystawa stała eksponowane są na stronie Muzeum Stadshoffe w Zwolle w Holandii, Muzeum Art Brut w Villeneuve d’Ascq – Dar Aracine’a, Muzeum de Navarre w Pampelunie w Hiszpanii, Centre de la Création-Franche w Bègles we Francji.

## Młodość
Jego ojciec – Piotr Nidzgorski urodził się 16 maja 1901 r. w Bonkowie (okolice Mławy), matka – Józefa Słotwińska urodzona 27 marca 1906 r. w Krzywkach Bratkach, również w okolicach Mławy. Na przełomie lat 1929/30 wyemigrowali do Francji, tam na świat 27 lutego 1933 roku przyszedł ich syn – Adam.
W latach 1946–1951 uczył się w Liceum Polskim w Paryżu założonym przez polskiego dyplomatę Zygmunta Zalewskiego, w 1951 roku otrzymuje za pośrednictwem ambasadora Polski w Paryżu, Jerzego Putramenta stypendium i wyjeżdża do Warszawy, gdzie do 1954 roku studiuje w Akademii Wychowania Fizycznego.
Przyczyniał się do popularyzacji dżudo (trenowany wcześniej przez Mikonosoke Kawaishiego – japońskiego mistrza (7 Dan) judo i jujutsu oraz Shozo Awazu (9 Dan), którzy kierowali rozwojem judo we Francji). Nidzgorski prowadzi pierwsze zajęcia, pokazy, turnieje z tego zakresu wraz ze swoim kolegą ze szkolnej ławy z Francji – Henrykiem Gielcem, za co zostaje po wielu latach uhonorowany złotą odznaką Polskiego Związku Judo (nr. 1121, z 9.05.2019 roku).

### Z relacji Adama Nidzgorskiego
„Kierownik katedry ciężkiej atletyki dr Cz. Borejsza obiecał mi, że po ukończeniu Akademii Wychowania Fizycznego w Warszawie zostanę asystentem i będę realizował karierę zawodniczą i trenerską w judo. Miałem wtedy 22 lata, wysokie umiejętności i olbrzymią motywację. Uważałem, i chyba nie tylko ja, że jestem stworzony do tej pracy, że mogę zdziałać wiele dobrego dla Polski w tej dyscyplinie sportu. Judo w AWF-ie warszawskim było wówczas podsekcją przy Polskim Związku Podnoszenia Ciężarów, niemającą jeszcze statusu dyscypliny sportowej, a ja, będąc specjalistą, uczestniczyłem w licznych pokazach i, jeszcze nieoficjalnie, jako asystent dr. Cz. Borejszy chodziłem z nim na wszystkie spotkania, które dotyczyły judo. Niestety, ówczesne władze złożyły mi propozycję – według nich nie do odrzucenia – pracy w wojsku, a gdy się nie zgodziłem, otrzymałem (za karę) drugi przydział do Zasadniczej Szkoły Górniczej na granicy czeskiej. Odmowę pracy w AWF przeżyłem bardzo boleśnie, a będąc ostracyzowany postanowiłem wrócić do Francji. Tak skończyła się moja kariera judo w Polsce."

W Polsce przebywał do 1956. Od 1957 przez dziesięć lat pracował jako profesor Wychowania Fizycznego w Ecole Superieure d'Education Physique w Tunisie w Tunezji. Tam poznaje Nicole Monaco – absolwentkę Ecole des Beaux-Arts, dzięki której jako samouk zaczął malować.

## Malarstwo

### wypowiedźJeana Dubuffetao twórczości Nidzgorskiego:[4]
Drogi Adamie Nidzgorski,
Powróciłem do zdjęć, które był Pan uprzejmy mi przekazać, aby im się uważnie przyjrzeć. Oczywiście żadna z tych fotografii nie oddaje tego, co kontakt z oryginałem, ale wystarczy, by oddać silne wzruszenie jakie towarzyszy mi, kiedy oglądam Pańskie obrazy. Niosą one za sobą powiew wolności i gwałtownego objawienia, które uderza całym swoim zapałem, przenikliwością i niezwykłą lekkością tworzenia. Dostrzegam w nich również bogactwo zróżnicowania. Dziękuję szczególnie za pastele małych postaci; przypominających nieco owady, metafizyczne rośliny (nenufar) wyrażone w nefrytach i kolorach malwy. Jestem głęboko wzruszony tym prezentem. Dobrego roku, dobrej pracy, bogatej w nowe odkrycia i osiągnięcia, z wyrazami przyjaźni."

### Wystawy (wybór)[5]
- 1965 – Galerie des Arts (Tunis, Tunezja) (Wystawa Wraz Z Nicole Monaco, Oraz Marcelem Ottavy)
- 1966 – Galerie Municijal de Tunis, Tunezja (Ogólnonarodowa Wystawa Malarzy Tunezyjskich)
- 1967 – Galerie des Arts, Tunezja
- 1969 – Centrum Uniwersyteckie w Paryżu – Jean Sarailh, Francja
- 1969 – Avec le Groupe Concordance (Dans Plusieurs Villes, Francja)
- 1970 – Centre Cultural, Neuilly - Sur-Marne, Francja, Pierwsza Wystawa Grupy „Concordence”
- 1971 – Centre Cultural Bobigny, Francja Wraz Z Grupą „Concordence”
- 1972 – Centre Culturel Fontenay-Sur-Bois, Francja Wraz Z Grupą „Concordence”
- 1974 – Galerie Daberkof (Frankfurt Nad Menem, Niemcy)
- 1992 – Biennalle Internionale Du Pastel (Saint-Quentin, Francja)
- 1992 – Musee de la Creation Franche (Begles, Francja)
- 1993 – Galerie Aparte (Lozanna, Szwajcaria)
- 1993 – Galerie Hamer (Amsterdam, Holandia)
- 1995 – Stadhof Museum (Zwolle, Holandia)
- 1995 – Halle St Pierre (Paryż, Francja)
- 1998 – Outsider Art Fair (Nowy Jork, USA)
- 2002 – Theatre Athanor Scene Nationale (D'albi, Francja)
- 2003 – Musee Internationale D'art Naïf (Nicea, Francja)
- 2003 – Galerie Municipale de la Ville De Sfax (Tunezja)
- 2004 – Festival Art et Dechirure (Rouen, Francja)
- 2004 – Exposition Collective A Wladimir-Jaroslaw, (Moskwa, Petersburg, Rosja)
- 2006 – Atelier Dessins Cave Du Logie Neuf (Allauch, Marsylia)
- 2006 – International Guidance System Visionary Art Tour USA (USA)
- 2014 – Musee de Laval (Francja)
- 2014 – Galerie Hedi Turki Sidi Bou Saïd (Tunezja)
- 2015 – Dans Ma Ville Natale A L'hôtel De Ville Cormeilles En Parisis Francja
- 2016 – Bibliotheque Panizi (Reggio Nell’emilia, Włochy)
- 2018 – Galerie Rizomi (Parma, Włochy)
- 2020 – Galerie Polysemie (Marsylia, Francja)[6].
- 2023 – Galerie Alter Wiehrebahnhof (Freiburg, Niemcy)

#### Wystawy i prezentacje w Polsce
Pierwsza wystawa twórczości Nidzgorskiego w Polsce została przygotowana przez Klub Międzynarodowej Prasy i Książki Ruch - „Ściana Wschodnia” w 1973 roku, następna oficjalna prezentacja sztuki twórcy odbyła się dopiero w 2008 roku w Białostockim Teatrze Lalek (pokazano kilkadziesiąt prac). W kolejnych latach prace artysty pokazywało Muzeum Ziemi Kujawskiej i Dobrzyńskiej we Włocławku, płocka galeria „Oto ja” (2009), poznańska galeria Tak (2010), Muzeum Śląskie w Katowicach (2012), Państwowe Muzeum Etnograficzne w Warszawie (2017), Kujawsko-Pomorskie Centrum Kultury w Bydgoszczy (2019).

## Życie prywatne
16 stycznia 1960 roku ożenił się z urodzoną w Tunezji Catheriną Vincentelli. Małżeństwo nie miało dzieci, opiekowało się natomiast dwoma chłopcami oraz dziewczynką z Beninu. Swojej żonie poświęcił książkę – dialog „Lettre à Catherine (Errances nostalgique)” – opublikowaną po jej śmierci w kilku krajach.

## Nagrody i wyróżnienia
- 1987 – został kawalerem francuskiego Narodowego Orderu Zasługi
- 1994 – otrzymał pierwszą nagrodę miasta Saint-Quentin za pracę w pastelu olejnym[9]

## Publikacje i materiały źródłowe
- „Adam Nidzgorski – zapatrzenie, regard fixepatrzenie, regar – publikacja Muzeum Śląskiego w Katowicach ISBN 978-83-62593-23-1
- „Adam Nidzgorski – malarstwo – peinturepatrzenie, regar – publikacja „Galerii Oto Ja” w Płocku
- ”Adam Nidzgórski – publikacja „Galerii Tak” w Poznaniu
- Adam Nidzgorski – „Encre de Chine au Calame” – katalog 2016
- Adam Nidzgorski – „Encres” – katalog 2016 – katalog 2015
- Adam Nidzgorski – „Notes, pensées et aphorismes” ISBN 2-915235-23-6
- Susret s nepripitomljenima: uz izložbu iz zbirki Muzeja iskrenog stvaralaštva u Beglesu: Muzej Mimara, Zagreb, 30.06.-18.07. 2004
- „Konteksty” – „Antropologia i historia” - „Adam Nidzgorski – współczesny polski prymitywista?” autor: Alain Bouillet ISSN 1230-6142
- Adam Nidzgorski – „Lettre à Catherine (Errances nostalgique)”, 2009 ISBN 9973-44-027-7, ISBN 978-9973-44-027-3 (W 2016 roku wydane również w Polsce przez Stowarzyszenie Absolwentów AWF w Warszawie we współpracy z Płockim Ośrodkiem Kultury i Sztuki, oraz Z. Chlewińskim i A. Ciecierską jako „List do Katarzyny”)
- wywiad dla TVP w październiku 2008 w Warszawie